# Fidelma Macken
Fidelma O’Kelly Macken (* 28. Februar 1942) ist eine irische Juristin und ehemalige  Richterin am Europäischen Gerichtshof.
Nach ihrem Schulabschluss in den 1960er-Jahren unternahm Macken eine dreijährige Weltreise, die sie u. a. nach Australien, auf die Philippinen, nach Hongkong, Süd- und Mittelamerika führte. Sie lebte und arbeitete zeitweise bei einem Anwalt in San Francisco und Washington, was ihre Berufswahl nachhaltig beeinflusste.
Macken studierte am King’s Inns und am Trinity College in Dublin und wurde 1972 zur Anwaltschaft in Irland zugelassen.
Zwischen 1973 und 1979 war sie bei Patent- und Markenanwälten tätig. 1979 wurde sie Barrister, 1995 Senior Counsel und war auch Mitglied der Anwaltschaft von England und Wales. Als Rechtsanwältin spezialisierte sie sich auf die Abwehr von Arzneimittel- und Arzthaftungsklagen. In einer Reihe von Fällen trat sie als Anwältin eines Herstellers von Keuchhusten-Impfstoffen auf, um Schadensersatzklagen von Kindern wegen behaupteter Impfschäden abzuwehren.
1998 wurde sie zur Richterin am High Court in Irland ernannt. Vom 6. Oktober 1999 bis zum 13. Oktober 2004 bekleidete sie als erste Frau das Richteramt am Europäischen Gerichtshof in Luxemburg. Nach ihrer Rückkehr nach Irland wurde Fidelma O’Kelly Macken am 18. Oktober 2004 zur Richterin am Supreme Court ernannt.
Sie ist Dozentin für Rechtssysteme und juristische Methodenlehre sowie „Averil-Deverell“-Dozentin für Handelsrecht am Trinity College in Dublin und Bencher (Mitglied des Vorstands) der Honorable Society of King’s Inns.